# Eocaiman
Eocaiman es un género extinto de aligatórido de América del Sur, del Paleoceno y el Mioceno. 

## Especies
Este género está dividido por 4 especies, de las cuales son dudosas. El holotipo AMNH 3158, fue hallado en Argentina, y fue identificado como: Eocaiman cavernensis, nombrado por Simpson, en 1933. Cuyo fósil data del Eoceno. La segunda especie, fue encontrada en la Formación Salamanca, en Argentina. Esta especie fue identificada como: Eocaiman palaeocenicus (MPEF-PV 1933), nombrado por Bona, en 2007. Cuyo fósil data del Paleoceno. La tercera especie, fue encontrada en São José de Itabora, Brasil. Esta fue identificada como: Eocaiman itaboraiensis (MCT 1791-R), nombrado por Pinheiro, en 2013. Cuyo fósil data del Paleoceno y el Eoceno. Una especie sin describir, fue encontrada en el yacimiento La Venta, en Colombia. Cuyo fósil data del Mioceno. La especie es: Eocaiman sp.